# Vincent Lenertz
Vincent Lenertz (Echternach, 22 april 1864 - Leuven, 26 augustus 1914) was een Belgisch architect.
Hij werd tekenaar bij een architect, maar trok in 1885 naar Leuven, waar hij zichzelf als tekenaar meer hoopte te ontplooien. In 1896 verwierf hij de Belgische nationaliteit en in hetzelfde jaar trouwde hij met Jeanne Wouters. Het echtpaar kreeg vijf kinderen. Lenerz begeleidde studenten aan de universiteit van Leuven en voerde voor deze onderwijsinstelling ook taken uit. Joris Helleputte, die hij op 21-jarige leeftijd ontmoette, bezorgde hem vele bouwopdrachten voor kerken. Omstreeks 1904 werden vier boeken met schetsen van kerken van Vincent's hand uitgegeven. Deze afbeeldingen werden vervaardigd tijdens studiereizen georganiseerd door de universiteit.
Lenertz werd in 1914, tijdens de Eerste Wereldoorlog, vermoord door de Duitse bezetter, tijdens een wraakactie tegen de Leuvense bevolking. Dit gebeurde op een ogenblik dat hij vroeg om in die actie zijn vrouw, kinderen en enkele familieleden te ontzien. Samen met de andere slachtoffers werd hij begraven, en op het oorlogsmonument staat zijn naam vermeld.
- Gemeinsame Normdatei: 139780629
- International Standard Name Identifier: 0000 0001 2103 526X
- Union List of Artist Names: 500229278
- Virtual International Authority File: 102628282
- WorldCat: E39PBJy8qGkHfCDpFv7t4vRR8C